# Zdeněk Sobotka
Zdeněk Sobotka (15. února 1927 Brno – 16. března 2009 Brno-Žabovřesky) byl český fotbalista, útočník.

## Fotbalová kariéra
Odchovanec SK Židenice byl technicky vyspělým středním útočníkem menší postavy. Už v dorosteneckém věku prokazoval velký talent, byl to rozený kanonýr. Na sklonku druhé světové války například prakticky sám rozhodl mezizemský zápas dorosteneckých výběrů Čechy–Morava, který Moravané ovládli v poměru 4:1.
V červenci 1947 zamířil do pražské Slavie, výměnou za něj přišel do Brna koncem sezony 1946/47 Ota Hemele. Pražský klub si tehdy od střelecky disponovaného Sobotky hodně sliboval, dokonce byl považován za budoucího nástupce Josefa Bicana v centru útoku, brněnský mladík se však ve Slavii výrazněji neprosadil. Do Prahy se ještě vrátil během základní vojenské služby v ATK (později Dukla).
V československé lize hrál za SK / Zbrojovku Židenice, Slaviu Praha a ATK Praha. Nastoupil v 57 prvoligových zápasech, vstřelil 39 branek. Třikrát byl nejlepším střelcem Zbrojovky v sezoně: 1946/47 v nejvyšší soutěži, 1947/48 ve 2. nejvyšší soutěži (16 branek dal na podzim 1947 také Ota Hemele, se kterým se o primát podělil) a v ročníku 1954 ve 3. nejvyšší soutěži (21 branka). V nižších soutěžích hrál i za brněnské Žabovřesky.
V roce 1949 byl za pokus o emigraci odsouzen na 20 let, do roku 1951 byl vězněn na Borech.

## Ligová bilance
| Ročník                                     | Zápasy | Góly | Minuty | Klub               |
| ------------------------------------------ | ------ | ---- | ------ | ------------------ |
| Státní liga 1945/46                        | 8      | 5    | -      | SK Židenice        |
| Státní liga 1946/47                        | 24     | 18   | -      | SK Židenice        |
| Státní liga 1947/48                        | 9      | 4    | -      | SK Slavia Praha    |
| Státní liga 1948                           | 5      | 5    | -      | Zbrojovka Židenice |
| Státní liga 1948                           | -      | 2    | -      | ATK Praha          |
| Celostátní československé mistrovství 1949 | -      | 5    | -      | ATK Praha          |
| CELKEM 1. LIGA                             | 57     | 39   | -      |                    |